# 야간 탈출
야간 탈출 또는 로마는 밤이었다(Era notte a Roma, Escape by Night)는 로베르토 로셀리니 감독의 1960년 영화이다.

## 내용
제2차 세계대전 말기에 암거래를 일삼는 에스페리아(랄리)는 나치의 포로 수용소에서 탈출한 영국 육군소령인 펜버트(겐)와 미국 공군중위 찰스(볼드윈), 그리고 소련 전차부대 소속의 중사 이반(본다르추크) 등을 자기의 방 뒤에 숨긴다. 그녀의 애인은 저항운동에 가담한 관계로 체포되고 이반은 사살된다. 에스페리아 자신도 게쉬타포에 불려간다. 찰스는 연합군과 합류하기 위하여 탈출하고 펜버트는 에스페리아의 보고로 애인을 밀고한 스파이를 죽인다. 이미 애인은 총살되고, 마침내 연합군에 의한 로마의 해방. 펜버트도 가고 에스페리아만이 혼자 남게 된다.

## 감상
전쟁 중의 저항운동을 그리면서, 홀로 남게 된 한 여인을 통해서 전후를 '밤'으로써 표현했다. <로베레 장군>에 이어 로셀리니가 전후의 문제를 제기한 중요한 작품이다. 미국·영국·소련 등 세 사람의 탈주자로 상징된 국제적인 시야도 확실히 좋다.

## 출연
- 조반나 랄리
- 세르게이 본다르추크
- 피터 볼드윈
- 한스 메셈머
- 라우라 베티
- 로살바 네리